# David Klavins

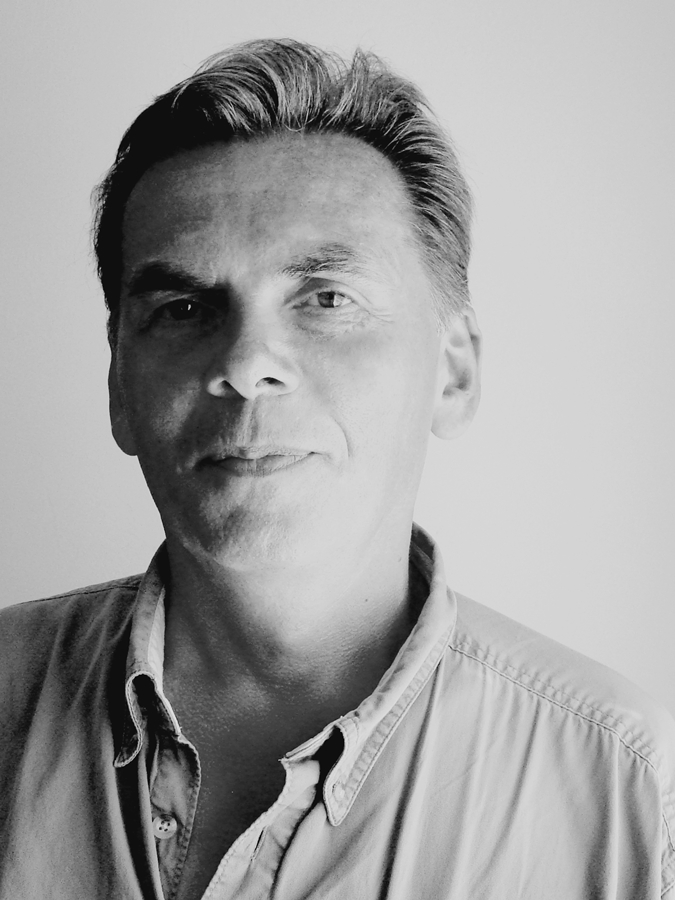
Der Klavierkonstrukteur David Klavins

David Klavins (lettische Schreibweise: Dāvids Kļaviņš) (* 5. Juli 1954 in Bonn) ist ein deutsch-lettischer Klavierbauer. Mit dem „Modell 370“ stellte Klavins 1987 das bis heute weltgrößte Klavier vor. Im Jahr 2012 erschien eine Umsetzung des Instruments als Software-Klavier.

## Leben
David Klavins Eltern Paulis und Zeltite kamen 1945 als Flüchtlinge aus Lettland nach Deutschland. David ist das dritte von acht Kindern. Die Mutter spielte Klavier, der Vater – in den 1990er Jahren Abgeordneter in der Saeima – Violine. Nach dem Realschulabschluss 1971 nahm David Klavins eine Lehrstelle zum Klavierbauer bei der Wilhelm Schimmel Pianofortefabrik an und schloss die Lehre 1974 ab. Anschließend arbeitete er als Klavierstimmer und Klaviertechniker in Bonn und gründete dort 1976 das „Klavierhaus Klavins“. Der Handwerksbetrieb restaurierte und verkaufte gebrauchte Instrumente, später auch neue Klaviere und Flügel. 1980 legte Klavins die Meisterprüfung ab.

### Das Modell 370

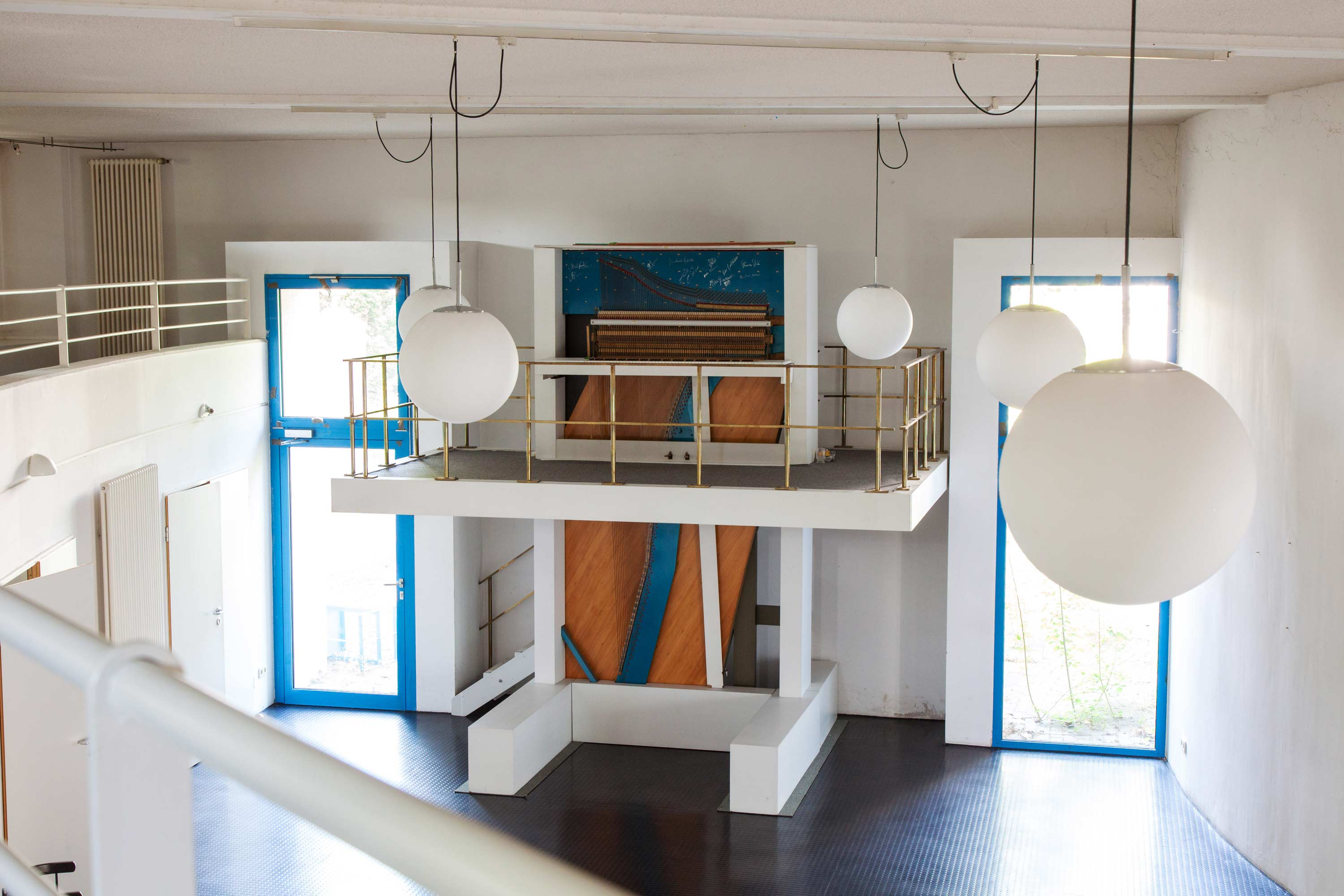
David Klavins zweistöckiges Klavier „Modell 370“

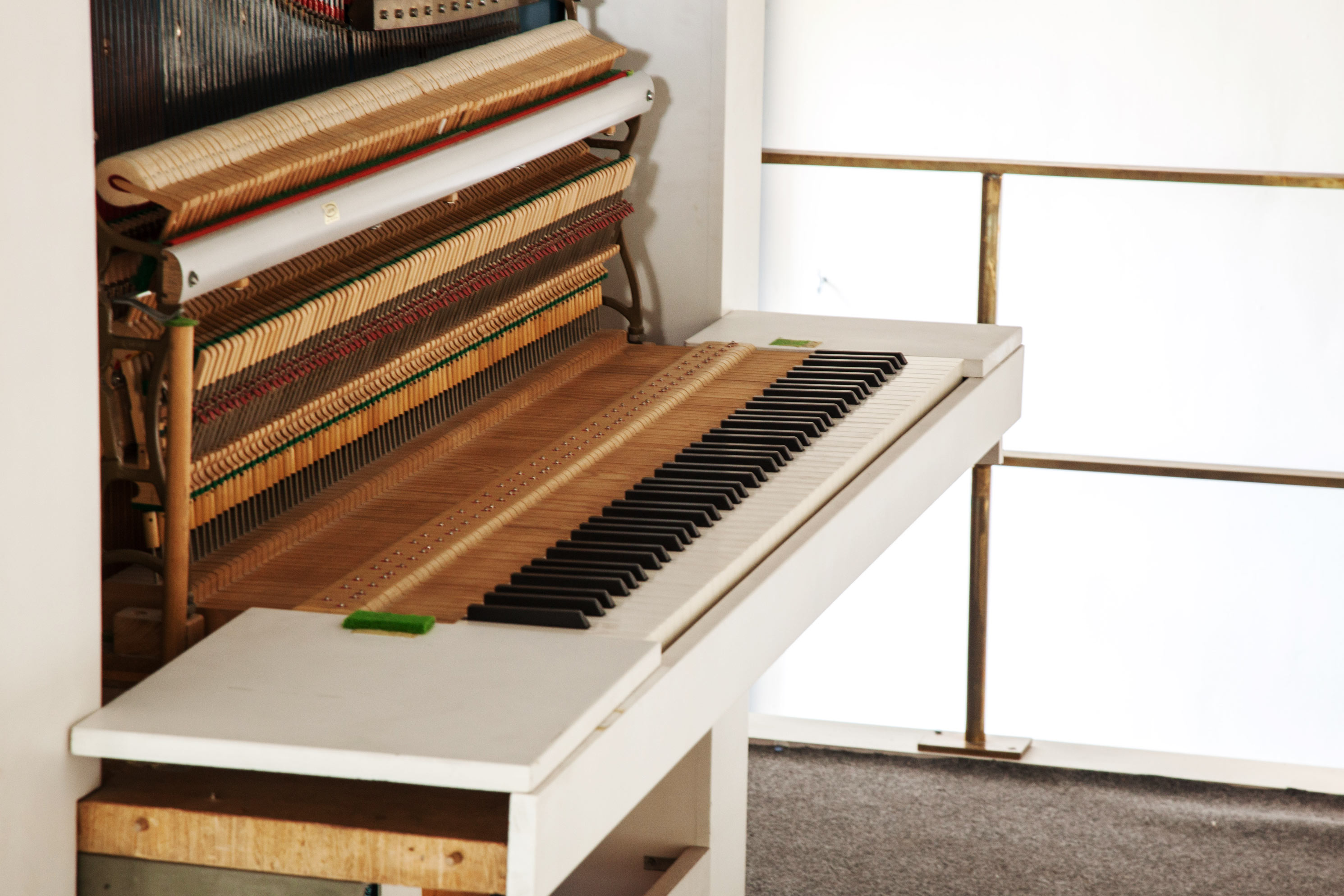
Klaviatur und Mechanik des Modell 370

Durch seine Erfahrungen mit der Restaurierung von Konzertflügeln wurde Klavins zum Kritiker der tradierten Bauweise. Insbesondere die verwendeten Materialien seien nur noch traditionell zu begründen und entsprächen nicht dem Stand der modernen Materialwissenschaften. Mit dieser Prämisse konstruierte Klavins ein Tasteninstrument, dessen Größe und Bauweise vorrangig akustischen Motiven folgen sollte, statt Standardvorgaben und Einschränkungen. So entstand das im November 1987 der Öffentlichkeit vorgestellte „Klavins Klavier Modell 370“. Im Unterschied zu horizontal gebauten Konzertflügeln ist das Modell 370 vertikal aufgebaut. Es wiegt zwei Tonnen und wird wegen seiner Höhe von 3,70 m über zwei Stockwerke geführt. Der Pianist sitzt dabei auf einer Art Empore an der Klaviatur. Die klanglich relevante Resonanzbodenfläche des Instruments ist doppelt so groß wie die eines normalen Konzertflügels, was zu einem volleren Klang und größerem Reichtum an Obertönen führt. Die tiefste Basssaite ist mit 3,03 m etwa dreimal so lang wie bei einem Standardklavier. Zudem verwendet Klavins für das Modell 370 eine neuartige Technik der Saitenverankerung und erhält damit insbesondere im Diskantbereich ein längeres Nachschwingen der Saite (Sustain).
Klavins plante keine Serienfertigung, es blieb bei diesem einzigen Exemplar.
Der Pianist, der das Modell 370 offiziell vorstellte, war Cyprien Katsaris. Heute steht das Instrument im Pfleghof in Tübingen (Die Fotos stammen aus einer Mehrzweckhalle in Bochum). Im Mai 2012 gab die Berliner Musiksoftware-Firma Native Instruments eine von Uli Baronowsky erstellte Software-Version des Instruments unter dem Namen „The Giant“ heraus. Die Sampling-Aufnahmen dafür fanden in der Mehrzweckhalle statt.
Im März 2015 rief Nils Frahm den Piano Day aus und veröffentlichte ein Album mit Klavier „solo“, welches im Januar 2014 am Klavins Modell 370 aufgenommen worden war.

### Konzertflügel Modell 408
Auf die Anfrage zahlreicher Pianisten nach einem mit modernster Technik gebauten (horizontalen) Konzertflügel entwarf Klavins zusammen mit dem Diplomdesigner Frank Lenz das Modell 408. Der Konzertflügel-Entwurf trägt im Wesentlichen die gleiche Klanganlage wie das Vertikalpiano 370. Er soll im Inneren eine neue, noch unbekannte Art der Flügelmechanik bekommen. Ein solcher Flügel wurde bislang nicht gebaut; die Finanzierung für die Weiterentwicklung fehlte. Auf letzten 3D-CAD-Darstellungen des Konzertflügel-Entwurfs waren andere Namen (u. a. Gildemester) zu lesen.

### Una Corda
Im Jahr 2014 entwickelte Klavins in enger Zusammenarbeit mit Nils Frahm ein neuartiges Klavier, das anders als normale Pianos nur eine Saite pro Ton hat, das Una Corda Piano. Daraus folgte die Gründung der Klavins Piano Manufaktur KG in Balingen, wo Una Corda Pianos in Kleinserie gefertigt werden.
2015 konstruierte Klavins im Auftrag von Uli Baronowsky von Native Instruments eine 88-Tasten-Version des Klaviers. Baronowsky erstellte aus dem realen Instrument – wie schon zuvor mit dem Modell 370 – ein Software-Instrument, das sich unter anderem mit Stoff- und Fell-Dämpfern als präpariertes Klavier spielen lässt. Es erschien im Vertrieb von Native Instruments im Dezember 2015 unter dem Namen Una Corda.
2021 wurde das Una Corda EL (extra light) mir 52 bzw. 64 Tasten präsentiert.  2023 folgte das Modell Una Corda Stretto mit 64 schmaleren Tasten.

### Modell 450i
Frahm regte auch den Bau des Klavins Modell 450i an, eines ebenso vertikal (statt horizontal) aufgebauten Konzertklaviers nach dem Vorbild des Modell 370. Es wurde 2016 in einem Konzerthaus in Berlin installiert. Der Preis des Instruments mit Stahlträger-Konstruktion, das frei stehen kann, wandmontiert oder deckenhängend montiert werden kann, liegt bei ca. 450.000 Euro.

### Musiklabel und Reisejahre
1988 gründete Klavins sein eigenes Musiklabel, „Klavins Music“ und lud namhafte Pianisten ein, auf dem Modell 370 zu musizieren. Es entstanden elf Veröffentlichungen mit Michael Ponti, Thomas Duis, Joachim Arnold, Gülsin Onay, Michael Denhoff, Simon Nabatov und Wadik Polyonow. Das Label wurde wegen der starken Resonanz im asiatischen Raum von „Elite Music“ in Taiwan gekauft und dann an BMG-Asia weiterverkauft.
1998 zog David Klavins ins Land seiner Eltern, Lettland, und betätigte sich dort politisch. Um seine Klavierkonstruktionen weiterzutreiben, ging er 2006 in die USA nach Woodbridge. 2011 kehrte er nach Deutschland zurück. David Klavins hat acht Kinder und lebte bis 2016 in Balingen.